# 혁명적노동자당 건설을 목표하는 해방파 전국협의회
혁명적노동자당 건설을 목표하는 해방파 전국협의회 (革命的労働者党建設をめざす解放派全国協議会, 약칭 : 전협파)는 사청동계의 일본의 신 좌익 당파의 하나이다. 1980년부터 1984년까지 사청동 해방파에서 분열되어 결성되었다. 경찰 은 극좌 폭력 집단 , 언론은 " 극단 주의자 "라고 부르고있다.

## 개요
1977년 2월 혁명적 노동자 협회 (사청동 해방파)의 필두 총무 위원의 중원 한 명(카사하라 마사요시)이 당시 적대 관계에 있던 혁 마르파에 살해되었다. 이를 계기로 철저한 보복을 주장하는 군사 노선 지향의 하자마 요시아키의 학생 운동가 출신 그룹의 해방사파(소수파)과 대중 투쟁과 노동 운동 을 중시하는 타키구치 히로히토의 노동자 그룹(전협, 다수파)이 대립하게 되었다. 1980년 9월 해방사파가 전협파를 무장 습격해 1981년 6월 전협파는 혁노협에서 분열하고 1984년에 "혁명적 노동자당 건설을 노리는 해방 파 전국 협의회"를 결성했다.
- 지도자 : 타키구치 히로히토(1999년 사망), 타카메 케이시 등
- 잡지 : '해방 통신', '연대'(구 '프롤레타리아 혁명' - 월간)
- 활동 거점 : 연대사

## 사상
전협파는 사청동 해방파 설립자인 타키구치 히로히토가 지도자가 되었기 때문에 사상은 분열 이전 사청동 해방파와 기본적으로 동일하다.